# Paul Crell

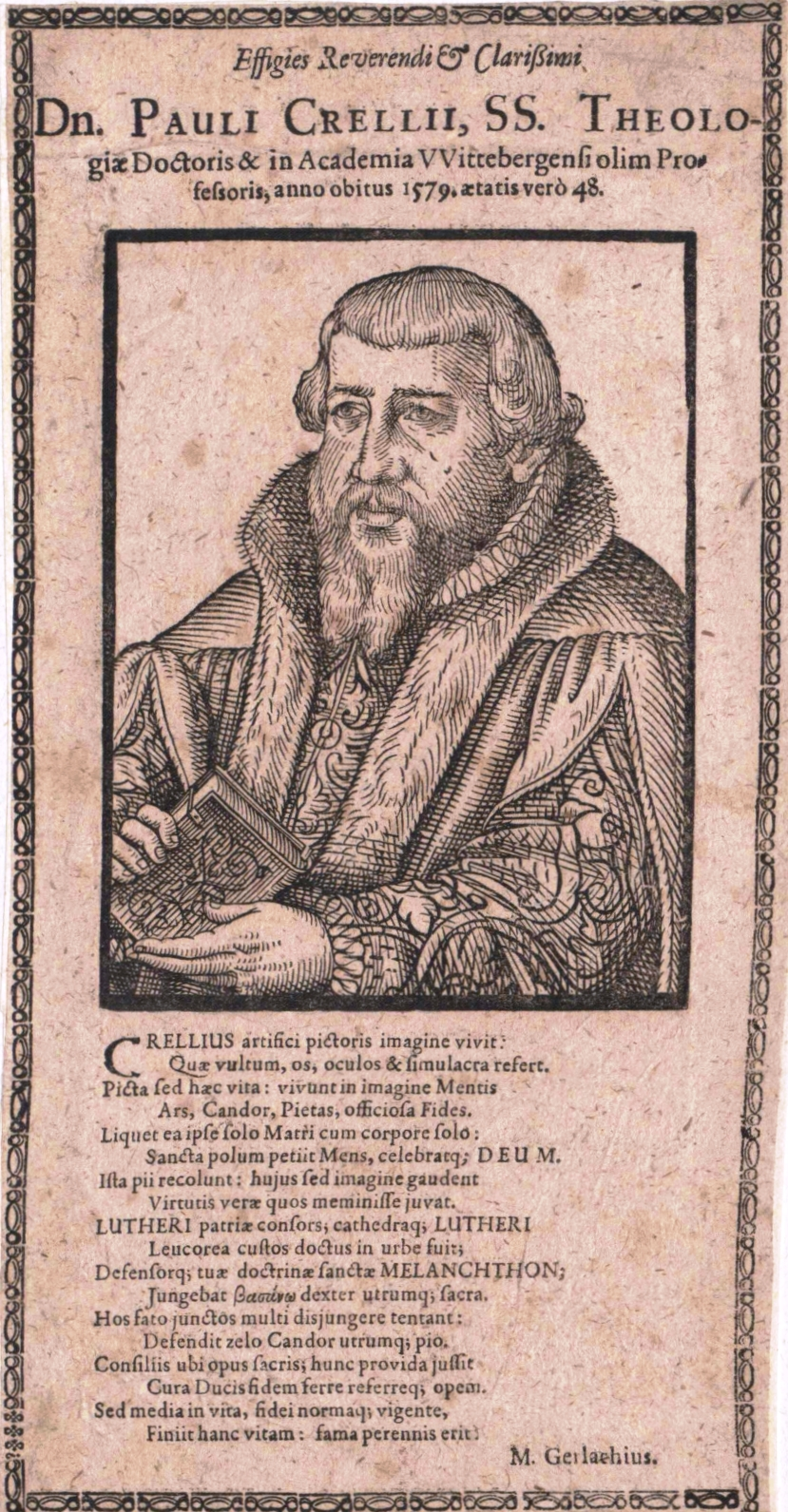
Paul Crell

Paul Crell, auch Krell (* 6. Februar 1531 in Eisleben; † 24. Mai 1579 in Meißen) war ein deutscher lutherischer Theologe.

## Leben
Nach dem Besuch der Lateinschule seiner Vaterstadt, immatrikulierte sich Crell am 14. November 1548 an der Universität Wittenberg. Dort studierte er zunächst an der philosophischen Fakultät, unter anderem bei Johannes Marcellus die Sieben Freien Künste. Am 22. Februar 1552 erhielt er den Magister der Künste und fand am 10. Juli 1555 Aufnahme in den Senat der philosophischen Fakultät.
Er wandte sich einem theologischen Studium zu, trat 1559 die Nachfolge von Paul Eber als Prediger an der Wittenberger Schlosskirche an und promovierte im selben Jahr am 7. Dezember zum Doktor der Theologie. Daraufhin wurde er als ordentlicher Professor in die theologische Fakultät aufgenommen, hielt Vorlesungen über alttestamentliche, neutestamentliche und dogmatische Themen, letztere auf der Grundlage der Loci Communes von Philipp Melanchthon. Crell distanzierte sich aber zunehmend von der kirchlichen Richtung der Philippisten, was zu Auseinandersetzungen mit seinen Amtskollegen führte.
Nachdem er im Sommersemester 1563 das Rektorat und im Sommersemester 1569 das gleichwertige Prorektorat bekleidet hatte, gab Crell seine Stellung in Wittenberg aufgrund der Auseinandersetzungen auf und wechselte nach Meißen in das Oberkonsistorium. Hier entwickelte er sich zu einem eifrigen Gnesiolutheraner und bestärkte August von Sachsen in der Durchsetzung einer strengen lutherischen Linie in der Kirchenpolitik. Mit seiner Schrift „kurtz Bekenntnis und Artickel vom heiligen Abendmahl“ schuf er die Grundlage dafür, dass auf dem 1574 durchgeführten Landtag in Torgau die Torgauer Artikel beschlossen wurden, auf deren Grundlage die Philippisten aus Sachsen vertrieben wurden.
Daraufhin kehrte Crell mit Kaspar Eberhard nach Wittenberg zurück, um die Wittenberger Akademie nach lutherischem Vorbild auszurichten. Während seiner zweiten Wittenberger Phase nahm er 1576 an Verhandlungen zum Torgauer Buch, der sächsischen Vorform der Konkordienformel, teil. Dennoch konnte er in Wittenberg nicht glücklich werden. Einerseits geriet er wegen der Verordnungen des Kurfürsten in Misskredit bei den Studenten und anderseits intrigierten am sächsischen Hof noch strengere Vertreter der Lutherischen Orthodoxie gegen ihn. Da man an Crells lutherischen Überzeugung Zweifel hegte, fand sein Wirken durch die Aberkennung seiner Lehrbefähigung ein jähes Ende. Er ging 1577 an das Konsistorium nach Meißen zurück, wo er schließlich starb.

## Familie
Crell hatte 1556 Anna Major, die Tochter des Wittenberger Professors der Theologie Georg Majors und dessen Frau Margarethe (geb. von Mochau), geheiratet. Aus der Ehe gingen Kinder hervor. Von diesen kennt man:
1. Tochter Elisabeth Crell (~ 16. Mai 1560 in Wittenberg) ⚭ 8. Juli 1589 in Wittenberg mit Christian Görlitz
2. Sohn Theodor Crell (~ 6. Februar 1562 in Wittenberg),
3. Sohn Sebastian Crell (~ 11. Januar 1563 in Wittenberg), 1. Mai 1569 Uni. Wittenberg (deponiert)
4. Sohn Paul Crell (~ 3. Januar 1566 in Wittenberg), 1. Mai 1569 Uni. Wittenberg (deponiert)
5. Tochter Anna Crell (~ 20. Dezember 1567 in Wittenberg; † 7. August 1603 in Dresden) ⚭ 14. Februar 1602 mit dem Notar in Dresden Joachim Winterl[5]
6. Sohn Johannes Crell (* 1573; † 1577)

## Werke
- Commonefactio De verbis Symboli: Credo Remissionem Peccatorum. Wittenberg 1571 (Digitalisat).
- Euangelion Vnsers Herrn Jhesu Christi, Aus allen vier Euangelisten, nach ordnung der zeit vnd Geschichte einstimmig verglichen vnd zusamen gezogen. Wittenberg 1566/1571/1613 (Digitalisat der Aug. Lufft, Wittenberg 1571).
- Quaestio De Vera Ac Nativa Sententia Dicti Paulini: Nonne panis quem frangimus communicatio est corporis Christi etc. In Qua De Praecipuis Sacramentariae Sectae imposturis non pauca utiliter monentur. Schwertel, Wittenberg 1576 (Digitalisat).
- Promptvarivm Biblicvm Oder Biblische Concordantien, Darinn alle und jede, derer in H. Schrifft Meldung geschicht Persohnen, Länder, Stätte, Flecken, Gegenden, Wasser, Berge ... außführlich beschrieben: Die Hebreischen, Chaldeischen, Syrischen, Griechischen und Lateinischen Namen verdolmetschet ..., Anfänglich auff gnedigste Anordnung und Befehl Weilandt Churfürsten Augusti zu Sachsen ... kürtzlich colligirt und zusammen getragen. Schleich, Frankfurt am Main 1627 (Digitalisat).
- Opus concordatium. Frankfurt 1627
- Tractatum de justificatione &c. Freherus